# Lucigadus potronus
Lucigadus potronus es una especie de pez de la familia Macrouridae en el orden de los Gadiformes.

## Morfología
• Los machos pueden llegar alcanzar los 30,1 cm de longitud total.

## Hábitat
Es un pez de aguas profundas que vive hasta 200 m de profundidad.

## Distribución geográfica
Se encuentra en la Patagonia  chilena.